# Pternistis atrifrons
Pternistis atrifrons är en fågel i familjen fasanfåglar inom ordningen hönsfåglar. Efter att under en period har behandlats som egen art kategoriseras den sedan 2022 vanligen som underart till Pternistis castaneicollis, dock ej av IUCN och BirdLife International. Arten har ett mycket begränsat utbredningsområde och tros minska kraftigt, varför IUCN kategoriserar den som starkt hotad.

## Utseende
Arten är en 40 cm lång hönsfågel. Den har som namnet avslöjar svart på pannan, men även på tygeln och kring ögonbrynsstrecket. På strupen är den vit, på hals och bröst beigebrun med viss mörkare streckning och på buken ostreckat gräddvit. Ovansidan är också beigebrum med svartaktiga teckningar ut mot spetsen på de flesta fjädrar, liksom vita fjäderkanter. Ögat är brunt med en fläck med gul bar hud bakom. Näbben är röd, benen rosaröda till skärbruna. Könen liknar varandra, honan dock något mindre, brunare och saknar sporrar på benen.
Den är mycket lik etiopiensporrhöna, men skiljer sig dock genom total avsaknad av kastanjebrunt i fjäderdräkten, liksom etiopiensporrhönans breda mörka gråaktiga teckningar på bröst, flanker och lår. Vidare är buken mycket renare och storleken tydligt mindre, återspeglat i mindre näbb och kortare ben. Den gula hudfläcken bakom ögat är också unik.

## Utbredning och systematik
Fågeln återfinns i Afrika i södra Etiopien kring Mega i Oromia. Den har också påträffats i allra nordligaste Kenya, i Moyale. Länge behandlades den som underart till Pternistis castaneicollis), men urskildes som egen art under en period baserat på studier från 2014. Från 2022 inkluderades den återigen under Pternistis castaneicollis som en underart av tongivande Clements et al, från 2023 även International Ornithological Congress sedan ytterligare studier visat på endast små skillnader i utseende, läte och genetik. BirdLife International och IUCN bibehåller den dock än så länge som egen art.

## Släktestillhörighet
Tidigare placerades den i släktet Francolinus. Flera genetiska studier visar dock att Francolinus är starkt parafyletiskt, där arterna i Pternistis står närmare  t.ex. vaktlar i Coturnix och snöhöns.

## Levnadssätt
Fågeln hittas i buskmarker intill skogsbryn och i halvöppet skogslandskap med tät undervegetation uppblandat med högre träd och buskar och öppna ytor som klippor eller betesmarker. Alla fynd har gjorts på mellan 1480 och 2225 meters höjd. Den har inte påträffats i intilliggande jordbrukslandskap. Liksom etiopiensporrhöna tar den sällan till vingarna och springer hellre undan faror. Födan är dåligt känd, men tros ta frön och insekter som termiter. Häckningsbiologin är helt okänd, annat än fynd har gjorts av ungfåglar i mitten av mars och mitten av maj, vilket tyder på att den häckar under regnperioden.

## Status och hot
Fågeln har ett mycket litet utbredningsområde, inom vilket den tidigare ansågs vara vanlig. Sentida eftersökningar har dock visat att arten är i nuläget fåtalig. Den tros minska i antal till följd av habitatförstörelse. Internationella naturvårdsunionen IUCN kategoriserar därför arten som starkt hotad.